# 탁본
탁인법(拓印法)은 금속·기와·돌·나무 등에 새겨진 그림이나 문자를 베껴내는 방법이다. 동양의 한자문화권에서는 탁인법으로 찍어낸 복사본을 탁본(拓本)이라고 부르는데, 그 기술인 탁인법을 탁본이라고 부르는 경우도 있다.
그 방법에는 습탁(濕拓)과 건탁(乾拓)의 두 가지가 있다. 습탁은 사물에 직접 종이를 대고서 물을 칠한 다음 밀착시켜 솜뭉치 먹칠을 해서 두들기는 방법이다. 건탁은 석화묵(石花墨)으로 종이 위에서 문질러 베끼는 방법으로써 물로 적시지 않는 것, 급히 할 필요가 있을 때에 편리하다. 중국에서는 당시대부터 탁본의 기술이 행해져 송시대 이후의 법첩제작에 공헌하였다.